# سری ثریا اوندر
سری ثریا اوندر (۷ ژوئیهٔ ۱۹۶۲ – ۳ مه ۲۰۲۵)، سیاستمدار، مقاله‌نویس، کارگردان، فیلمنامه‌نویس و بازیگر ترکمن و چپ‌گرای اهل ترکیه بود. وی در  سراسری پارلمان ترکیه به عنوان نمایندهٔ مستقل اما با حمایت حزب آشتی و دموکراسی برگزیده شد، اما بعداً عضویت این حزب را به‌طور رسمی پذیرفت. وی با تشکیل حزب دموکراتیک خلق‌ها به این حزب پیوست.

## زندگی
سری ثریا اوندر در ۷ ژوئیهٔ ۱۹۶۲ در شهر آدیامان در ناحیه آناتولی جنوب شرق به دنیا آمد. پدرش آرایشگر و در دههٔ ۶۰ میلادی، بنیانگذار و رهبر دفتر استانی حزب کارگران ترکیه (TİP) به رهبری بهیجه بوران بود. هنگامی که سری ثریا اوندر ۸ ساله بود، پدرش بر اثر سیروز درگذشت و وی به همراه مادر و چهار برادر و خواهر کوچکترش به خانهٔ پدربزرگ مادریش نقل مکان کردند. او از آن زمان برای کمک به خانواده در یک مغازهٔ عکاسی به عنوان شاگرد به کار پرداخت و این کار را تا زمانی که به کلاس دهم دبیرستان رسید ادامه داد.
وی در سن شانزده سالگی به کار برای برنامهٔ ملی ریشه کنی مالاریا پرداخت تا بتواند درآمدی بیشتر از آنچه در عکاسی داشت، به دست بیاورد. وی در آنجا با جنبش اتحادیه‌های کارگری آشنا شد، اما به سبب فعالیت‌هایش در اتحادیه از آنجا اخراج شد. اوندر پس از مدت کوتاهی کار کردن در یک مغازهٔ تعمیر تایر، به گرداندن زندگی خود با عکاسی روی آورد و در این زمان به ساخت مستندهای هویتی در مناطق روستایی پرداخت.
اوندر در سال ۱۹۸۰ در دانشگاه آنکارا در رشتهٔ علوم سیاسی ثبت نام کرد. وی در ترم دوم به جنبش اعتراضی دانشجویان در اعتراض به حکومت نظامیان پیوست که در پی کودتای ۱۲ سپتامبر ۱۹۸۰ دولت را در ترکیه ملغی کرده بودند. وی در ارتباط با این جنبش بازداشت شد و به جرم عضویت در سازمان غیرقانونی به دوازده سال زندان محکوم گشت. وی محکومیت خود را در بندهای پرجمعیت زندان‌هایی چون ماماک، اولوجانلار و هایمانا گذراند.

## فعالیت حرفه‌ای
فیلم بین‌الملل ساختهٔ مشترک سری ثریا اوندر و محرم گولمز در جشنوارهٔ بین‌المللی فیلم قوزک پنبهٔ زرین آدانا در سال ۲۰۰۷ جایزهٔ بهترین فیلم را به دست آورد و همچنین به بیست و نهمین جشنوارهٔ بین‌المللی فیلم مسکو نیز راه یافت.
سری ثریا اوندر در سال ۲۰۱۰ نگارش ستونی ثابت در روزنامهٔ بیرگون را آغاز کرد. علاوه بر این، وی نوشتن در روزنامهٔ رادیکال را نیز ادامه داد. وی در انتخابات ۲۰۱۱ با حمایت حزب آشتی و دموکراسی به عنوان نمایندهٔ مستقل از شهر استانبول به مجلس ملی کبیر ترکیه راه یافت. اوندر بعداً عضویت در این حزب را پذیرفت. وی پس از ورود به پارلمان نگارش در روزنامهٔ رادیکال را ترک کرد. وی در حال حاضر در روزنامهٔ اوزگور گوندم می‌نویسد.
سری ثریا اوندر در اعتراض‌های میدان تقسیم استانبول در سال ۲۰۱۳ شرکت کرد و بر اثر برخورد گلولهٔ گاز اشک‌آور مجروح و در بیمارستان بستری شد.

## درگذشت
سری ثریا اندر در شرایطی که به عنوان عضو تیم مذاکرات صلح به فعالیت می‌پرداخت، دچار پارگی آئورت شد. او به مدت ۱۸ روز در بخش مراقبت‌های ویژه بستری بود و در نهایت در روز شنبه ۳ می ۲۰۲۵، در سن ۶۲ سالگی درگذشت.

## فیلم‌شناسی

### ۲۰۰۶
- بین‌الملل، به عنوان کارگردان، فیلمنامه‌نویس و بازیگر؛ برندهٔ جایزهٔ بهترین فیلم از جشنوارهٔ بین‌المللی فیلم قوزک پنبهٔ زرین آدانا، ۲۰۰۷.
- مه و شب، به عنوان بازیگر

### ۲۰۰۸
- آه…، فرزندان، به عنوان فیلمنامه‌نویس
- انسان بی رحم، به عنوان مشاور فیلمنامه‌نویس

### ۲۰۰۹
- آدا: عروسی زامبی‌ها، به عنوان بازیگر مهمان
- دام اژدها، بازیگر

### ۲۰۱۰
- زیان، به عنوان بازیگر مهمان

### ۲۰۱۱
- زیرزمین

### ۲۰۱۲
- فیلم نوع F، به عنوان کارگردان